# مادر مافیا
مادر مافیا (به انگلیسی: Mafia Mamma) فیلمی محصول سال ۲۰۲۳ و به کارگردانی کاترین هاردویک است. در این فیلم بازیگرانی همچون تونی کولت، مونیکا بلوچی، سوفیا نوموته و جوزپه زینو ایفای نقش کرده‌اند.